# Carré rouge (symbole)
Pour les articles homonymes, voir Carré rouge.

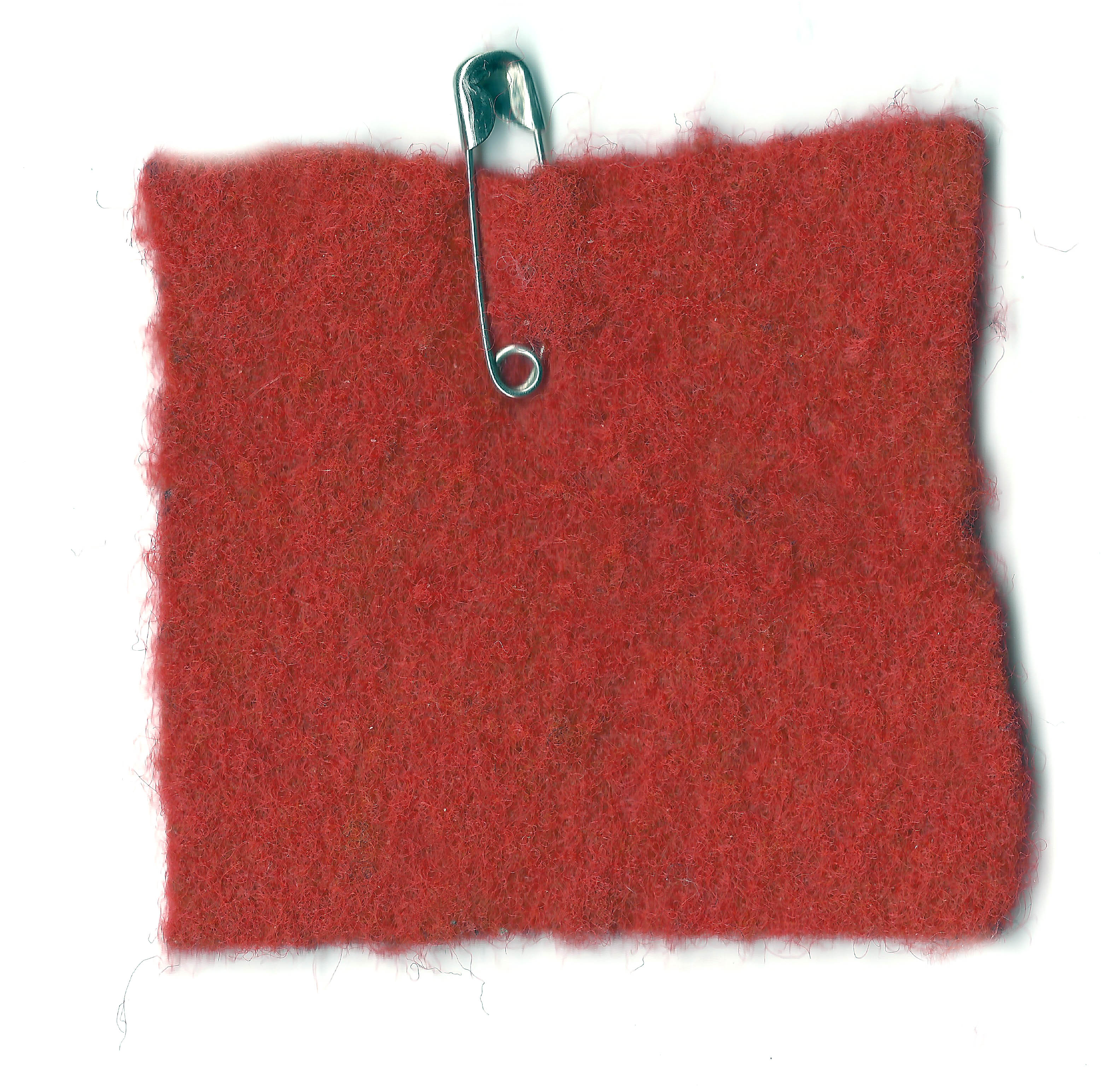
Carré rouge en feutre

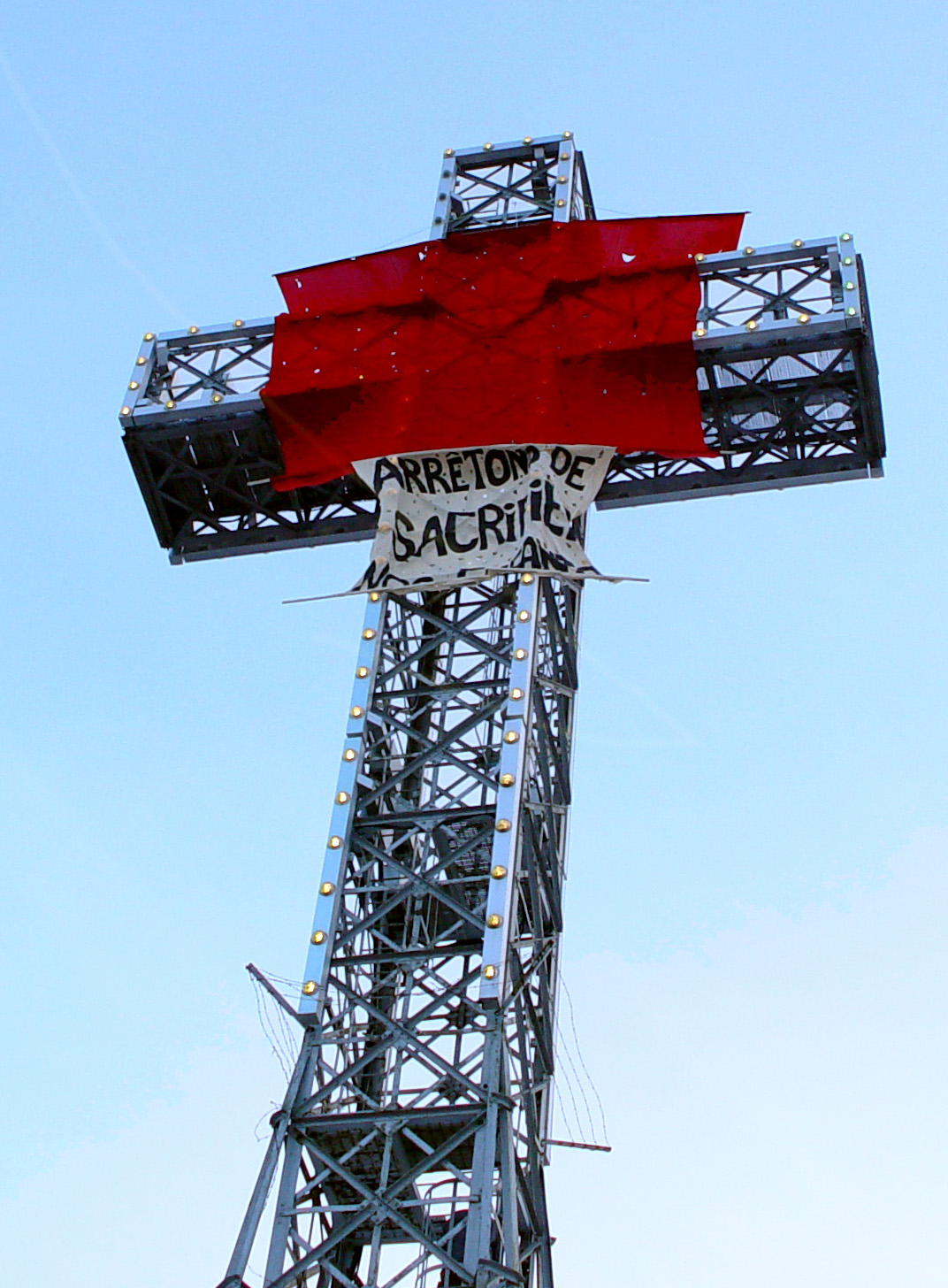
Le 30 mars 2005, un groupe d’étudiants ont hissé une version géante du carré rouge sur la croix du mont Royal.

Le carré rouge est, au Québec, un symbole politique d'opposition à l'appauvrissement et à l’augmentation des tarifs des services publics. Le carré rouge symbolise particulièrement le soutien à la grève étudiante de 2012 et au mouvement étudiant québécois. Il est habituellement épinglé à un vêtement. Il est associé à un jeu de mots : « carrément dans le rouge ».
Par synecdoque, ceux qui l'arborent sont appelés les carrés rouges.

## Origine et histoire
Le carré rouge est apparu au Québec en octobre 2004. C'est le Collectif pour un Québec sans pauvreté qui l'utilise pour la première fois dans sa campagne contre le projet de loi 57 sur la réforme de l'aide sociale. En 2005, il est adopté durant la grève étudiante. On l'associe au slogan « Carrément dans le rouge ». Toutefois, le symbolisme associé au carré rouge se verra grandement modifié en 2012. En premier lieu, il sera utilisé comme symbole durant la lutte contre la hausse des frais de scolarité et son usage se verra plus que décuplé. Il sera porté en appui à cette lutte par des vedettes québécoises ainsi que par des hommes et des femmes politiques : nous pouvons mentionner ici Pauline Marois, Jean-Martin Aussant et Amir Khadir. Il sera alors un sujet important lors des élections législatives du 4 septembre 2012.

### L'origine de la couleur rouge
Le carré rouge est l'idée du Collectif pour un Québec sans pauvreté. Le 24 janvier 2004, le Collectif organisa un atelier appelé « Des idées de fou pour du matériel militant qui suscite l’attention et l’adhésion ». Sous l'impulsion de Johanne Chagnon, une artiste montréalaise, les militants choisirent la couleur rouge afin de sensibiliser la population au sujet de la pauvreté. Cela vient d'un jeu de mots avec l'expression « dans le rouge ».

### Le premier carré rouge en ruban adhésif
Le carré rouge proprement dit fut porté pour la première fois le 4 octobre 2004. Le Collectif était venu à Québec, à l'Assemblée nationale afin de manifester contre la nouvelle réforme de l'aide sociale (le projet de loi 57 de l'an 2004). Selon eux, cela allait encore appauvrir une population déjà précaire. Le premier carré rouge n'était pas fait en tissu mais en ruban adhésif rouge (familièrement appelé duct tape). Dans le bulletin interne du Collectif, La Soupe au caillou du 15 octobre 2004, il était suggéré de porter et de diffuser ce symbole :

« Que de préjugés et de propos trompeurs dans le discours ministériel depuis le début des travaux de la commission parlementaire au sujet du projet de loi 57 sur l’aide sociale ! Nous avons allumé la lumière rouge dès la présentation de notre mémoire en commission, mardi le 5 octobre 2004 par un  geste  qui  a  fait  des  petits. Nous vous invitons à le reprendre et à le multiplier autour de vous. Il s’agit de placer sur sa veste, son sac, son manteau, de façon bien visible en somme, un morceau de ruban gommé rouge («duct tape», disponible facilement en quincaillerie) en signe d’indignation devant la manière du gouvernement d’enfoncer davantage des gens qui sont dans le rouge (voir aussi l’article sur notre site Internet). C’est très grave ce qui est en train de se passer à l’aide sociale. Il faut marquer notre refus de laisser passer ça et notre détermination à nous mettre dans le chemin de ces projets. C’est une façon de dire : retirez le projet de loi 57, faites mieux ! Le ministre a très bien compris le sens du geste. Il reconnaîtra cette marque. Ce geste a été repris ensuite au Forum alternatif du Réseau de vigilance, puis à la manifestation au début du Forum des générations. À vous de donner suite. »

— Collectif pour un Québec sans pauvreté, La Soupe au caillou du 15 octobre 2004
Le 20 novembre 2004, le Réseau de vigilance organisa une manifestation d'environ 10 000 personnes devant le congrès du Parti libéral du Québec, et les manifestants s'étaient fait demander de porter ce carré rouge en ruban adhésif. Le 13 décembre 2004, une cinquantaine de personnes du Collectif pour un Québec sans pauvreté occupèrent la cafétéria de l'Assemblée nationale habillés en rouge et portant des carrés rouges.

### Carré rouge de feutre et diffusion dans le mouvement étudiant québécois
C'est lors de la grève étudiante québécoise de 2005 que le carré rouge gagna le mouvement étudiant. À la fin de février 2005, la Coalition de l'ASSÉ élargie (CASSÉE), une coalition temporaire ouvrant les structures du syndicat étudiant national québécois de l'ASSÉ à d'autres associations étudiantes, organisait un Congrès dans le quartier de Limoilou, à Québec.
Peu avant ce Congrès, deux étudiants de sociologie de l'Université du Québec à Montréal se demandaient comment faire progresser le mouvement de grève. Sans connaître l'utilisation qui en avait été faite par le Collectif pour un Québec sans pauvreté l'année précédente, ils eurent l'idée d'un « bout de feutre à épingler », « [s]imple à réaliser, simple à distribuer, simple à porter et à partager ». D'une manière analogue à la précarité des populations bénéficiant de l'aide sociale, l'endettement mettait les étudiants « carrément dans le rouge ».
Ce nouveau carré rouge était désormais de feutre et on l'épinglait aux vêtements.
Le succès fut considérable :

« On peut d'ailleurs parler d'un trop grand succès. Le symbole est galvaudé, récupéré. On a vu des députés péquistes le porter à Québec, alors que le gouvernement précédent a aussi imposé des compressions dans le système de l'éducation. Mais bon, on n'a pas de copyright sur le carré et il faut se réjouir de la popularité de l'appui dont témoigne sa diffusion. »

— Héloïse Moysan-Lapointe, porte-parole féminine de la CASSÉE en 2005

### Printemps québécois de 2012 et diffusion internationale
Au cours de 2012, la réutilisation du carré rouge déborda largement les frontières du Québec, et fut utilisé en appui à la grève des étudiants québécois partout dans le monde lors de plusieurs manifestations. Depuis lors, le carré rouge est fréquemment utilisé par le mouvement étudiant un peu partout dans le monde.

### La querelle de la marque de commerce
En 2012, Raymond Drapeau dépose une requête d'enregistrement de marque de commerce à l'Office de la propriété intellectuelle du Canada pour un « carré rouge avec épingle dorée ». L'homme d'affaires cherche ainsi à vendre des vêtements reproduisant le symbole sur son site web, carrerougesolidarite.ca, qui est aujourd'hui fermé. La demande est approuvée le 31 octobre 2013, « mais est soumise à une période de "publicité" de deux mois pendant lesquels les personnes concernées peuvent faire valoir des arguments en faveur ou en défaveur de la demande ». En janvier 2014, elle sera contestée par l'Association pour une solidarité syndicale étudiante (ASSE), dont le porte-parole, Justin Arcand, considère «[qu']il serait absurde que ce symbole qui immortalise une meilleure égalité sociale devienne un signe de profit ». Le 4 juillet 2016, la Commission des oppositions des marques de commerce de l'Office de la propriété intellectuelle du Canada statue que le carré rouge doit demeurer un bien public et qu'il ne peut faire l'objet d'une commercialisation.

### Utilisation par les employés du Festival d'Avignon en 2014
En 2014, le personnel du Festival d'Avignon l'utilise à la fois pour marquer leur opposition une convention collective qui serait au désavantage des travailleurs intermittents. Ils invitent ceux qui soutiennent la cause à porter le carré rouge. Pour ces personnes, le carré rouge est un symbole de solidarité, d’équité et de lutte contre les réformes qui appauvrissent la population.

### Le rectangle rouge de 2016
En 2016, le mouvement Nuit debout — Convergence des luttes occupe la Place de la République à Paris pour protester contre la « Loi Travail ». Le carré rouge est alors réutilisé sous forme de rectangle rouge, forme qui évoque un livre rouge, soit le Code du travail français.

« C’est le symbole que mon université a choisi. C’est une représentation du Code du travail français (un petit livre rectangle rouge) et une référence au mouvement québécois contre la précarisation des conditions d'études. On s'est dit que ce serait sympa d'avoir un symbole que tout le monde peut porter. Il suffit juste d'un petit morceau de tissu et on se reconnaît entre nous, entre contestataires et révoltés. »

— Victor, étudiant à l'université Paris VIII

## Utilisations
Durant la grève étudiante de 2012, le carré rouge, porté par des étudiants contre la hausse des droits de scolarité et ceux qui appuient leur cause, est aussi présent sur de nombreux monuments et dans les vitrines d'établissements d'enseignement, de commerces et de résidences. Un carré rouge géant est brièvement suspendu au sommet de la tour du pavillon Roger-Gaudry de l'Université de Montréal, sur le pont Jacques-Cartier, ainsi que sur la croix du mont Royal.